# فراس السواح
فراس السواح (مواليد 1 يناير 1941)، هو كاتب سوري في المثيولوجيا وتاريخ الأديان منذ 1976. ولد في مدينة حمص في سوريا عام 1941، تخرج من كلية الاقتصاد. عمل منذ عام 2012 في جامعة بكين للدراسات الأجنبية أستاذًا لتدريس الحضارة العربية وتاريخ الأديان في الشرق الأدنى. نشر 26 كتاباً عن الأساطير، والتاريخ، وتاريخ الأديان.، سجن مرتين في فترة الوحدة مع مصر ومرة ثالثة في 1978 بتهمة التعاطف مع الشيوعيين.

## نشأته
ولد فراس السواح لعائلة حموية أزهرية، كان والده أحمد نورس السواح معلماً وصحفياً، وله ثلاثة إخوة، سحبان ووائل وبشار وأختٌ متزوجة، وقد حصل فراس على البكالوريوس في إدارة الأعمال من جامعة دمشق.

## أعماله
جدول بجميع مؤلفات وأعمال فراس السواح:
| في الميثولوجيا وتاريخ الأديان                                 | في الميثولوجيا وتاريخ الأديان | في الميثولوجيا وتاريخ الأديان | في الميثولوجيا وتاريخ الأديان | في الميثولوجيا وتاريخ الأديان |
| م                                                             | اسم الكتاب | دار النشر                     | تاريخ النشر                   | مصدر                          |
| م                                                             | اسم الكتاب | (للطبعة الأولى)               | (للطبعة الأولى)               | مصدر                          |
| ------------------------------------------------------------- | --- | ----------------------------- | ----------------------------- | ----------------------------- |
| 1                                                             | مغامرة العقل الأولى: دراسة في الأسطورة | دار علاء الدين                | 1976                          | [ 7 ]                         |
| 2                                                             | لغز عشتار: الألوهة المؤنثة وأصل الدين والأسطورة | دار علاء الدين                | 1985                          | [ 8 ]                         |
| 3                                                             | كنوز الأعماق - قراءة في ملحمة جلجامش | دار علاء الدين                | 1987                          |                               |
| 4                                                             | دين الإنسان - بحث في ماهية الدين ومنشأ الدافع الديني                                                                                                   | دار علاء الدين                | 1994                          |                               |
| 5                                                             | الأسطورة والمعنى – دراسات في الميثولوجيا والديانات المشرقية                                                                                            |                               |                               |                               |
| 6                                                             | التـاو تي تشينغ – إنجيل الحكمة التاوية في الصين |                               |                               |                               |
| 7                                                             | الرحمن والشيطان – الثنوية الكونية ولاهوت التاريخ في الديانات المشرقية                                                                                  |                               |                               |                               |
| 8                                                             | الوجه الآخر للمسيح – مقدمة في الغنوصية المسيحية |                               |                               |                               |
| 9                                                             | مدخل إلى نصوص الشرق القديم |                               |                               |                               |
| 10                                                            | طريق إخوان الصفا – المدخل إلى الغنوصية الإسلامية |                               |                               |                               |
| 11                                                            | الإنجيل برواية القرآن |                               |                               |                               |
| 12                                                            | ألغاز الإنجيل |                               |                               |                               |
| 13                                                            | الله والكون والإنسان |                               |                               |                               |
|                                                               | عبادة الأحجار عند الساميين وأصل الحجر الأسود | دار التكوين (سوريا)           | 2020                          | [ 9 ]                         |
| موسوعة تاريخ الأديان (تحرير واشراف ومساهمة) في خمسة أجزاء وهي | |                               |                               |                               |
| 14                                                            | موسوعة تاريخ الأديان: الشعوب البدائية والعصر الحجري |                               |                               |                               |
| 15                                                            | موسوعة تاريخ الأديان: الشرق القديم |                               |                               |                               |
| 16                                                            | موسوعة تاريخ الأديان: اليونان والرومان وأوروبا ماقبل المسيحية                                                                                          |                               |                               |                               |
| 17                                                            | موسوعة تاريخ الأديان: الشرق الأقصى |                               |                               |                               |
| 18                                                            | موسوعة تاريخ الأديان: الزرادشتية، المانوية، اليهودية والمسيحية                                                                                         |                               |                               |                               |
| في تاريخ إسرائيل والدراسات التوراتية                          | |                               |                               |                               |
| 19                                                            | الحدث التوراتي والشرق الأدنى القديم |                               |                               |                               |
| 20                                                            | آرام دمشق وإسرائيل - في التاريخ والتاريخ التوراتي | دار علاء الدين                | 1995                          |                               |
| 21                                                            | تاريخ أورشليم والبحث عن مملكة اليهود |                               |                               |                               |
| في علم الأديان المقارن والدراسات القـرآنيـة                   | |                               |                               |                               |
| 22                                                            | الإنجيل برواية القرآن |                               |                               |                               |
| 23                                                            | القصص القرآني ومتوازياته التوراتية |                               |                               |                               |
| بالإنجليزية                                                   | |                               |                               |                               |
| 24                                                            | كتاب مشترك مع عدد من المؤرخين وعلماء الآثار في أوروبا والولايات المتحدة. وهو من تحرير الباحث الأميريكي والأستاذ في جامعة كوبنهاغن، توماس ل. تومبسون.   | T & T Clark International     | 2003                          | [بحاجة لمصدر]                 |
| 25                                                            | كتاب مشترك مع عدد من المؤرخين وعلماء الآثار في أوروبا والولايات المتحدة، وهو من تحرير الباحث البريطاني كيث وايتلام. صدر في بريطانيا في شهر حزيران 2013 |                               | 2013                          | [بحاجة لمصدر]                 |
| بالعربية والصينية                                             | |                               |                               |                               |
| 26                                                            | لاو تسي. بالاشتراك مع الدكتور شيو تشـينغ قوه، الأستاذ في جامعة بكين للدراسات الأجنبية.                                                                 | دار النشر باللغات الأجنبية    |                               | [بحاجة لمصدر]                 |

## العضوية في النوادي والإتحادات
- عضو في اتحاد الكتاب في ســورية
- عضو في الاتحاد العام للكتاب والأدباء العرب

## التكريمات
كرّم في حفل عام مع تقديم درع من قبل الجهات التالية:
- الجمعية التاريخية الســورية
- الحزب الشيوعي الســـوري
- الحزب الســوري القومي الاجتماعي
- محافظة مدينة عمّان العاصمة الأردنية في مهرجانها الثقافي السنوي بالتعاون مع وزارة الثقافة الأردنية. وتم اختياره في هذا المهرجان كشخصية العام الفكرية.
- حزب المواطنة والانتماء

## صلاته مع الجامعات
- دخلت البعض من مؤلفاته في المناهج التعليمية في جامعة الزيتونة بـ تونس والجامعة الأردنية بـ عمّان.[4]

## العمل
- 2012-2013 أستاذ في جامعة بكين للدراسات الأجنبية، يدرّس مادة تاريخ الحضارة العربية ومادة تاريخ أديان الشرق الأوسط.[4]